# Futbol'nyj Klub Amur-2010
Il Futbol'nyj Klub Amur-2010 (in russo футбольный клуб Амур-2010?, noto semplicemente come Amur-2010 o Amur-2010 Blagoveščensk (o, storicamente, come Amur o Amur Blagoveščensk), è una società calcistica russa con sede nella città di Blagoveščensk.

## Storia

### Unione Sovietica
Fondato col nome di Krasnyj luč Blagoveščensk, prese in seguito il nome di, Klub imeni Usieviča,  Spartak Blagoveščensk, Amurec Blagoveščensk e Poligrafist Blagoveščensk. Infine, dal 1960, divenne Amur Blagoveščensk, nome con cui partecipò al campionato sovietico di calcio.
In epoca sovietica ha militato in seconda serie per tre anni, tra il 1960 e il 1962. In seguito ha giocato quasi sempre in terza serie.

### Russia
In epoca russa ha militato in seconda serie tra il 1992 (dove fu collocato quando partì il nuovo campionato russo di calcio) e nel 2005: in entrambe le occasioni andò incontro ad una immediata retrocessione.
Nel corso del campionato 2009 fu escluso dopo 22 gare per aver preso parte a due partite in trasferta e il club fu sciolto.
Al termine della stagione 2013/2014 il club fallì nuovamente.

## Palmarès

### Competizioni nazionali
- Vtoraja Liga: 2

1972 (Girone 7), 1975 (Girone 5)